# 中国人民解放军陆军第七十八集团军
中国人民解放军陆军第七十八集团军，隶属北部战区陆军，军部驻地黑龙江省哈尔滨市。

## 沿革

### 中华人民共和国成立前
中国人民解放军陆军第十六集团军最早可以追溯到南昌起义、平江起义及湘南暴动和闽西暴动等时期中国共产党所建立的武装力量。在中国抗日战争时期，这些武装力量逐渐发展成为共产党的冀鲁豫军区部队。第二次国共内战爆发后，冀鲁豫军区部队于1945年10月重组为晋冀鲁豫军区第一纵队，辖有3个旅。因当时纵队司令员为杨得志，政治委员为苏振华，故该纵队亦被称作“杨苏纵队”。纵队成立后即参与了平汉战役，然后被划归冀热辽军区，随即转战热河省。1946年12月，重被划归晋冀鲁豫军区。
1947年3月，与同一军区第七纵队合编为新的第二野战军第一纵队，辖有4个旅，司令员改为杨勇。在参与豫北战役和鲁西南战役后，于1947年8月随本军区的中国人民解放军晋冀鲁豫野战军（亦称刘邓大军）“挺进大别山”，后又参与了宛西、确山、豫东、郑州等战役，更在淮海战役与中国国民党一方的国军第十二兵团（亦称黄维兵团）激战。
1949年2月19日，晋冀鲁豫军区第一纵队在河南省沈丘地区被改编为了中国人民解放军第十六军，划归中国人民解放军第二野战军第五兵团。尹先炳被任命为军长，政治委员为王辉球。所辖第一、第二旅被扩编为第四十六和第四十七师；所辖第二十旅被编入中国人民解放军第十八军，扩编为第五十二师（今中国人民解放军第十三军第一四九师）；并编入由豫皖苏军区部队组成的第四十八师；于4月参与渡江战役。1949年8月，以第五兵团先锋向中国西南进军，并于11月占领贵阳。后又进军四川，参与成都战役。1950年1月，奉命回师贵州与未撤离到台湾的国军作战。

### 中华人民共和国成立后
中华人民共和国成立后，第十六军于1951年4月北上河北进行整训，留下第四十八师以及少数部队继续和贵州的国民革命军作战，后编入原第六十二军所辖一八六师。第十六军留在贵州的两个步兵团后被组建为第四十九师。1952年11月，第一八六师被划归东北军区，后用于补充朝鲜战争中在上甘岭战役损失严重的第十五军第四十五师。在将原第十一军的第三十二师编入后，第十六军于1952年12月进入朝鲜参与朝鲜战争，主要担负反空降和抗登陆的作战任务。朝鲜战争停战后，于1958年4月回国，隶属沈阳军区。1969年重排番号时所辖第三十二师被改称为第四十八师。1976年唐山大地震后，其步兵第四十六师曾参与相关的抗震救灾工作。
1985年在百万大裁军中，第十六军改编为中国人民解放军陆军第十六集团军（原代号为中国人民解放军81021部队，后代号改为中国人民解放军65301部队），为乙类集团军，军部驻吉林省长春市。2003年，原陆军第二十三集团军撤编，原属陆军第二十三集团军的六十九师、六十八旅并入陆军第十六集团军。
2012年中國共產黨第十八次全國代表大會以來，該集團軍之裝備之信息化程度日漸提昇。
2014年，在“跨越-2014·朱日和”系列演习中，广州军区、济南军区、沈阳军区、成都军区、兰州军区各1支陆军合成旅作为红军部队分别参加，其中唯一一支战胜蓝军的红军部队就是沈阳军区陆军第十六集团军下属的机械化步兵第六十八旅，其他4支红军部队全部战败。
2015年八一建军节前夕，中共中央总书记、国家主席、中央军委主席习近平在7月18日专门来到陆军第十六集团军视察。
2016年，中国人民解放军七大军区撤销，成立五大战区，陆军第十六集团军划归中国人民解放军北部战区陆军。
2017年4月18日，中共中央总书记、国家主席、中央军委主席习近平在北京八一大楼接见新调整组建的84个军级单位主官，并对各单位发布训令；中共中央政治局委员、中央军委副主席许其亮宣读习近平主席签发的中央军委关于调整组建军兵种部队和省军区系统军级单位的命令、决定。在这次军级单位调整组建中，以陆军第十六集团军为基础，调整组建中国人民解放军陆军第七十八集团军。军部驻地黑龙江省哈尔滨市。
2023年9月8日，中共中央总书记、国家主席、中央军委主席习近平来到陆军第七十八集团军视察。

## 编制
1985年陆军第十六军改编为陆军第十六集团军，辖步兵第四十六师、第四十七师、第四十八师，并编入坦克第四师、炮兵第十师、反坦克旅、高炮旅以及守备第十师（1992年撤销）。1998年后，步兵第四十七师改为吉林省陆军预备役第四十七师，第一三九团改属步兵第四十六师，步兵第四十八师改为摩步旅，坦克第四师改为装甲第四师。2003年，陆军第二十三集团军撤销后，其摩步第六十八旅、第六十九师（装甲团为陆军第二十三集团军装甲旅缩编，原装甲团撤销，第二〇七团为原第六十七旅缩编）转隶陆军第十六集团军，炮兵第十师改为军炮兵旅，原军反坦克旅转为吉林省陆军预备役反坦克旅。2013年左右，步兵第六十九师拆分为轻型机步第六十九旅及特战第六十七旅，装甲四师拆分为装甲四旅和机步第二〇四旅。全军共约50000人。
2016年深化国防和军队改革前，陆军第十六集团军下辖：摩托化步兵第四十六师、摩托化步兵第四十八旅、机械化步兵第六十八旅、机械化步兵第六十九旅、机械化步兵第二〇四旅、装甲第四旅、特种作战第六十七旅、炮兵旅、防空旅，以及集团军直属的通信团、工兵团等。
2017年陆军第七十八集团军组建后，下辖：
- 合成第八旅（履带式装甲合成部队，主要装备ZTZ-96A + ZBD-86A）
- 合成第四十八旅（高机动车辆机械化合成部队，主要装备CSK181）
- 合成第六十八旅（履带式重装甲合成部队，主要装备ZTZ-99 + ZBD-04A）
- 合成第一一五旅（轮式机械化合成部队，主要装备ZTL-11 + ZBL-08）
- 合成第二〇二旅（履带式重装甲合成部队，主要装备ZTZ-99 + ZBD-04A）
- 合成第二〇四旅（履带式重装甲合成部队，主要装备ZTZ-99A + ZBD-04A）
- 特战第七十八旅[26]
- 陆航第七十八旅
- 炮兵第七十八旅[27][28]
- 防空第七十八旅[29]
- 工程防化第七十八旅[10]
- 勤务支援第七十八旅

## 历任领导

### 晋冀鲁豫军区、中原野战军第一纵队
| 第一纵队司令员 - 杨得志（1945年9月—1947年3月） - 杨勇（1947年3月—1949年2月） 第一纵队副司令员 - 曾思玉（1945年冬—1946年秋） - 赵基梅（1947年3月—8月） | 第一纵队政治委员 - 苏振华（1945年9月—1949年2月） 第一纵队副政治委员 - 张国华（1945年9月—11月） |

| 第一纵队参谋长 - 赵东寰（1945年9月—10月） - 卢绍武（1945年10月—1947年） - 潘焱（1947年3月—1949年2月） | 第一纵队政治部主任 - 张国华（1945年—11月，副政治委员兼） - 崔田民（1945年10月—1947年3月） - 王辉球（1947年3月—1949年2月） 第一纵队政治部副主任 - 吴实（1945年—1949年2月） |

### 中国人民解放军第十六军
| 中国人民解放军第十六军军长 1. 尹先炳（1949年2月—1950年3月） 2. 杨俊生（1950年3月—1951年3月） 3. 尹先炳（1951年3月—1954年3月） 4. 潘焱 少将（1955年2月—1959年2月） 5. 杨俊生 少将（1959年2月—1964年8月） 6. 汪洋 少将（1964年8月—1969年8月） 7. 徐仲禹（1969年8月—1978年4月） 8. 刘凤鸣（1978年4月—1981年6月） 9. 朱敦法（1981年6月—1985年6月） 中国人民解放军第十六军副军长 | 中国人民解放军第十六军政治委员 1. 王辉球（1949年2月—1950年3月） 2. 陈云开（1950年4月—1954年2月） 3. 吴保山 少将（1954年2月—1958年1月） 4. 戴润生 少将（1958年2月—1963年3月） 5. 王淮湘 少将（1963年3月—1975年9月，1969年8月起为兼任） 6. 马希圣（1970年1月—1977年6月，第二政治委员） 7. 华山（1975年5月—1978年4月） 8. 彭仲韬（1978年4月—1981年6月） 9. 王钦裕（1981年6月—1983年5月） 10. 白文仲（1983年5月—1985年8月） 中国人民解放军第十六军副政治委员 |

| 中国人民解放军第十六军参谋长 | 中国人民解放军第十六军政治部主任 |

### 中国人民解放军陆军第十六集团军
| 中国人民解放军陆军第十六集团军军长 1. 马凤桐 少将（1985年8月—1994年12月） 2. 范长龙 少将（1995年3月—2000年12月） 3. 关凯 少将（2000年12月—2005年12月） 4. 侯继振 少将（2005年12月—2009年1月） 5. 高光辉 少将（2009年10月—2014年9月） 6. 谭民 少将（2014年9月—2017年） 中国人民解放军陆军第十六集团军副军长 - 王鹏恩 少将（1985年9月—1990年6月） - 钱勃 少将（1985年9月—1990年6月） - 郝柏东 少将（1992年10月—1999年7月） - 郭为民 少将（1993年12月—1998年12月） - 吴长富 少将（1994年12月—2000年7月） - 张书祥 少将（1994年12月—2000年7月） - 张世勋 少将（1998年12月—2003年7月） - 张宝军 少将（1999年7月—2004年10月） - 庞维义 少将（2000年12月—2004年1月） - 张奎新 少将（2004年1月—2004年12月） - 鲍铁印 少将（2004年10月—2009年10月） - 孟凡生 少将（2004年12月—？） - 张学锋 少将（？—2009年7月） - 安卫平 少将（2010年12月—2016年，2012年至2014年挂职南海舰队副参谋长） - 陈红海 少将（2009年11月—2011年4月） - 吴亚男 少将（2013年7月—2017年） - 于启峰 少将（2016年—2017年） | 中国人民解放军陆军第十六集团军政治委员 1. 白文仲（1985年8月—1988年2月） 2. 方祖岐 少将（1988年2月—1990年4月） 3. 徐才厚 少将（1990年6月—1992年11月） 4. 孙大发 少将（1993年2月—1999年1月） 5. 陈国令 少将（1999年1月—2001年7月） 6. 孟昭志 少将（2001年7月—2002年2月） 7. 赵开增 少将（2003年7月—2007年12月） 8. 王群 少将（2008年1月—2014年9月） 9. 卢少平 少将（2015年4月—2017年） 中国人民解放军陆军第十六集团军副政治委员 - 张福元 少将（1985年10月—1988年12月） - 苏瑞祥 少将（1986年2月—1990年6月） - 陈国令 少将（1996年10月—1998年12月） - 林少先 少将（1997年12月—2002年10月） - 张福才 少将（2000年12月—2003年7月） - 王平 少将（2003年6月—2006年12月） - 王群 少将（2006年12月—2008年1月） - 邵忠海 少将（2008年1月—2015年） - 任国来 少将（2015年—2017年） |

| 中国人民解放军陆军第十六集团军参谋长 - 董善返 少将（1985年9月—1990年6月） - 黄永华 少将（1990年6月—1992年10月） - 范长龙 少将（1992年10月—1994年12月） - 吴长富 少将（1994年12月—1996年12月） - 张世勋 少将（1996年12月—1998年12月） - 陈明斌 少将（1999年1月—2003年7月） - 鲍铁印 少将（2003年7月—2004年10月） - 阎圣 少将（2005年—2007年） - 陈红海 少将（2007年—2009年11月） - 安卫平 少将（2009年11月—2010年12月） - 张学锋 少将（2010年12月—2013年） - 黄铭 少将（2013年—2016年） - 丁来富 大校（2016年—2017年） | 中国人民解放军陆军第十六集团军政治部主任 - 徐才厚 大校（1985年9月—1990年6月） - 孙大发 少将（1990年6月—1992年10月） - 刘森 少将（1992年12月—1993年1月） - 陈国令 少将（1993年1月—1996年10月） - 林少先 少将 1996年10月—1997年12月） - 张福才 少将（1997年12月—2000年12月） - 崔景龙 少将（2000年12月—2002年11月） - 王平 少将（2002年10月—2003年6月） - 贾方亮 少将（2002年11月—2004年1月） - 秦保中 少将（2004年1月—2006年） - 陈炳耀 少将（2006年12月—2007年9月） - 鲁世胜 少将（2007年9月—2013年12月） - 任国来 少将（2013年12月—2015年） - 唐兴华 少将（2015年7月—2017年） |

### 中国人民解放军陆军第七十八集团军
| 中国人民解放军陆军第七十八集团军军长 1. 吴亚男 少将（2017年3月—） 中国人民解放军陆军第七十八集团军副军长 - 毕毅 少将（2017年—） | 中国人民解放军陆军第七十八集团军政治委员 1. 郭晓东 少将（2017年3月—2018年11月） 2. 赵雷 少将（2018年11月—2022年3月） 中国人民解放军陆军第七十八集团军副政治委员 - 王骞 少将（2017年—） |

| 中国人民解放军陆军第七十八集团军参谋长 中国人民解放军陆军第七十八集团军副参谋长 | 中国人民解放军陆军第七十八集团军政治工作部主任 - 王焕章 少将（2017年—） 中国人民解放军陆军第七十八集团军政治工作部副主任 |

| 中国人民解放军陆军第七十八集团军保障部部长 - 赵扬（2017年—） 中国人民解放军陆军第七十八集团军保障部副部长 | 中国人民解放军陆军第七十八集团军纪律检查委员会书记 中国人民解放军陆军第七十八集团军纪律检查委员会副书记 |

## 荣誉
曾被授予荣誉称号的单位有：
- 铁锤子团：原陆军第十六集团军步兵第六十八旅第一营。（原25军73师217团，后23军68师202团）2017年转隶陆军第七十八集团军[45]
- 模范红五团：原陆军第十六集团军步兵第四十六师第一三六团。2017年撤销番号[46]。
- 模范红十二团、平江起义第一团：原陆军第十六集团军步兵第四十六师第一三九团[1]
- 抗洪抢险模范团：原陆军第十六集团军步兵第六十九师第二〇五团[47]
- 登城第一营：原陆军第十六集团军步兵第四十八师第一四四团第一营[1]
- 平型关大战突击连、模范红九连：原陆军第十六集团军步兵第四十六师第一三六团第九连[1]
- 突破乌江第一连：原陆军第十六集团军某机械化步兵旅三营七连。2017年4月转隶陆军第七十八集团军[48][49][50]
- 白老虎连：原陆军第二十六集团军某装甲旅某连。2017年转隶陆军第七十八集团军[45]
- 守如泰山连：2017年转隶陆军第七十八集团军[45]
- 董存瑞班：原陆军第十六集团军炮兵旅某班。2017年转隶陆军第七十八集团军[45]

曾被授予荣誉称号的个人有：
- 战斗英雄：董存瑞[45]
- 1987年全国“十大新闻人物”之一、大胡子师长：吴长富[47]
- 新一代模范士兵：向南林[47]